# Émile Amélineau
Émile Amélineau (* 28. August 1850 in La Chaize-Giraud; † 12. Januar 1915 in Châteaudun) war ein französischer Ägyptologe und Koptologe. Er wurde vor allem durch seine Grabungsarbeiten im ägyptischen Königsfriedhof von Abydos und durch seine Publikationen zur Koptischen Sprache bekannt.

## Karriere

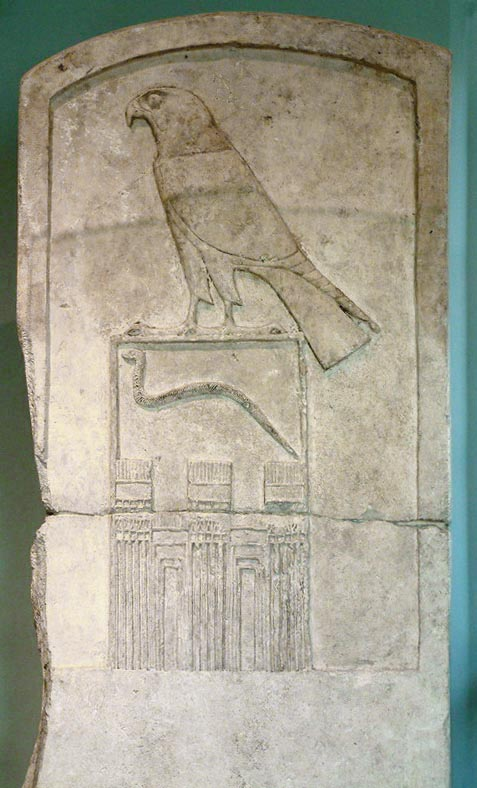
Von Émile Amélineau entdeckte Grabstele des Königs Wadji

Amélineau studierte ursprünglich Theologie  und empfing 1878 die Priesterweihe für das Erzbistum Rennes. In Paris besuchte er 1878 bis 1883 die Kurse in Ägyptologie und Koptologie bei Gaston Maspero und Eugène Grébaut. Von 1883 bis 1885 war er Mitglied der Mission archéologique française in Kairo. 1887 legte er sein Priesteramt nieder und wurde mit der Arbeit Essai sur le gnosticisme égyptien, ses développements et son origine égyptienne promoviert. Von 1887 bis 1903 war er Maître de conférences an der École pratique des hautes études in der Abteilung für Religionswissenschaften. Von 1894 bis 1895 führte er jährlich Grabungen in Abydos durch. Seine Grabungen brachten Fundstücke wie die Grabstele des Königs (Pharao) Wadji (1. Dynastie) hervor. Seine Sammlung wurde 1904 bei mehreren Auktionen im Hôtel Drouot in Paris an den Louvre verkauft. Von 1903 bis 1915 war er stellvertretender Direktor und Leiter des Lehrstuhls für ägyptische Religion an der École pratique des hautes études.

## Schriften (Auswahl)
- Fragments coptes pour servir à l’histoire de la conquête de l’Égypte par les Arabes. In: Journal asiatique. Série 8, Band 12, 1988, S. 361–410, (Digitalisat).
- Le tombeau d’Osiris. Monographie de la découverte faite en 1897–1898. E. Leroux, Paris 1899, (Digitalisat).
- La Géographie de L’Egypte à LÉpoque Copte. Imprimerie nationale, Paris 1893, (Digitalisat).
- Histoire des monastères de la Basse-Egypte. Vies des Saints Paul, Antoine, Macaire, Maxime et Domèce Jean le Nain (= Annales du Musée Guimet. Band 25, ZDB-ID 203573-X). Leroux, Paris 1894, (Digitalisat).